# The Color of Friendship
The Color of Friendship (título en español: El color de la amistad) es una Película Original de Disney Channel transmitida por primera vez en Estados Unidos el 5 de febrero del 2000, por Disney Channel. Fue dirigida por Kevin Hooks y protagonizada por Carl Lumby, Penny Johnson, Lindsey Haun, Shadia Simmons y Ahmad Stoner. The Color of Friendship es la primera película de Disney Channel basada en hechos reales. Aunque la personaje Mahree y su familia que pertenecen en Sudáfrica junto con su criada de piel negra son ficticias, la familia Dellums era real durante el transcurso de la película.

## Argumento
Situada en la década de 1970, la película aborda el tema de la turbulenta época de discriminación en Sudáfrica, intercalando los acontecimientos de la vida real en la trama. La adolescente sudafricana, Mahree (Lindsey Haun), viaja a los EE. UU. a vivir con la familia Dellums en Washington D. C. en un programa de intercambio. Piper Dellums (Shadia Simmons), esperando una africana "real", se sorprende cuando descubre Mahree es, en cambio, blanca. De la misma manera, Mahree espera que su familia sea blanca.
Después del esperado complicado comienzo, las dos chicas lentamente descubren que sus diferencias no significan nada, y con la ayuda de la historia del "tejedor de aves", un cuento sudafricano sobre un pájaro que construye nidos que protegen a las aves de todos los colores, las niñas aprenden el verdadero significado de la amistad.

## Reparto
- Lindsey Haun - Mahree Bok
- Shadia Simmons - Piper Dellums
- Carl Lumbly - Ron Dellums
- Penny Johnson - Roscoe Dellums
- Anthony Burnett - Brandy Dellums
- Travis Kyle Davis - Erik Dellums (como Travis Davis)
- Melanie Nicholls-King - Flora
- Susan Danford - Merle Bok
- Stephen Jennings - Pieter Bok
- Michael Kanev - Rian Bok
- Ahmad Stoner - Daniel
- Ryan Cooley - Billy
- David Rosser - Reportero #1
- Michelyn Emelle - Reportero #2
- Erik Kilpatrick - Turner
- Holly Dennison - Sra. Hofmeyer
- Moira Dunphy - Secretaria
- Andrew Rudder - Fullback
- Micah Nelson - Janet
- Shaun Austin-Olsen - Sr. Hofmeyer
- Soo Garay - Amanda
- Erik Dellums - Oliver (como Erik Todd Dellums)
- Susan Spencer - Brenda
- Allen Stewart-Coates - Patron
- Matthew Cooke - Chico africano del autobús
- Ray Kahnert - Mánager
- Jamie Watling - Mozo del cuarteto
- Brian Mellersh - Mozo del cuarteto
- Jeff A. Wright - Mozo del cuarteto (como Jeff Wright)
- Michael T. Burgess - Mozo del cuarteto
- Matthew G. Brown - Matthew Brown (Mozo negro)
- Ceciley Jenkins - Agente de la puerta
- Bill Parrot - Estudiante de preparatoria

## Epílogo
La película se basa en un cuento llamado Simunye escrito por Piper Dellums sobre una chica sudafricana llamada Carrie que viene a quedarse con su familia. Dellums escribe que ella perdió el contacto con Carrie después de que regresó a Sudáfrica y no sabe lo que le pasó. En Simunye, Piper especula que Carrie pudo haber sido asesinada por sus opiniones antirracistas que tiene por haber sido golpeada hasta la muerte o haber desaparecido junto con varios otros activistas anti-Apharteid.

## Anacronismos y errores
- La película está ambientada en 1977, pero la primera toma de la película muestra el Monumento a Washington con el andamio utilizado para su renovación en el año 2000.
- En la escena final, cuando Mahree vuelve a la granja, el coche llega a la casa de campo, tiene las placas de matrícula amarillas más nuevas. Durante la década de 1970 las placas de matrícula de vehículos sudafricanos tenían texto blanco sobre un fondo negro. La provincia de Transvaal fue la primera en utilizar el nuevo negro en placas de color amarillo en 1978.
- Los interruptores de luz en las paredes en toda la casa Dellums son todos "Decora" al estilo roquero en comparación con el estilo clásico de palanca, a pesar de que los interruptores basculantes de las paredes eran muy raros para la instalarlos en casa durante el periodo de tiempo de la película.
- La casa de Mahree en Sudáfrica parece estar cerca del océano, mientras que Dundee, Sudáfrica, ubicado en KwaZulu-Natal, de donde se supone que es, no lo está.

## Lanzamiento en TV y VHS
La película fue recibida con elogios abrumadores, y fue transmitida por el canal Disney Channel en varias ocasiones a lo largo de 2000 y 2001. Después de esto, el canal dejó de transmitir la película por razones desconocidas. Sin embargo, a partir de 2006, Disney Channel comenzó a transmitir la película cada año a principios de febrero, para que coincida con el Mes de la Historia Negra. Desde entonces, es en su mayoría transmitida todos los años durante el Mes de la Historia Negra. Un VHS fue lanzado a principios de 2002, y contó con la película, así como el video musical de La galaxia es nuestra, de Zenon: The Zequel. Esto ha estado durante mucho tiempo fuera de circulación, y Disney Channel rara vez emite o vende DCOMS desde antes de 2004. Actualmente la película se encuentra en streaming, en la plataforma Disney+.